# Idézie mnohoplodá
Idézie mnohoplodá (Idesia polycarpa), někdy uváděná i jako mrlina, je rostlina z čeledi vrbovité a jediný druh rodu idézie. Je to dvoudomý opadavý strom se střídavými jednoduchými listy s dlanitou žilnatinou a se žlutozelenými bezkorunnými květy v bohatých latách. Vyskytuje se ve východní Asii.
Strom je občas pěstován jako okrasná a sbírková dřevina, je však i v nejteplejších oblastech České republiky choulostivý. Jeho plody jsou jedlé.

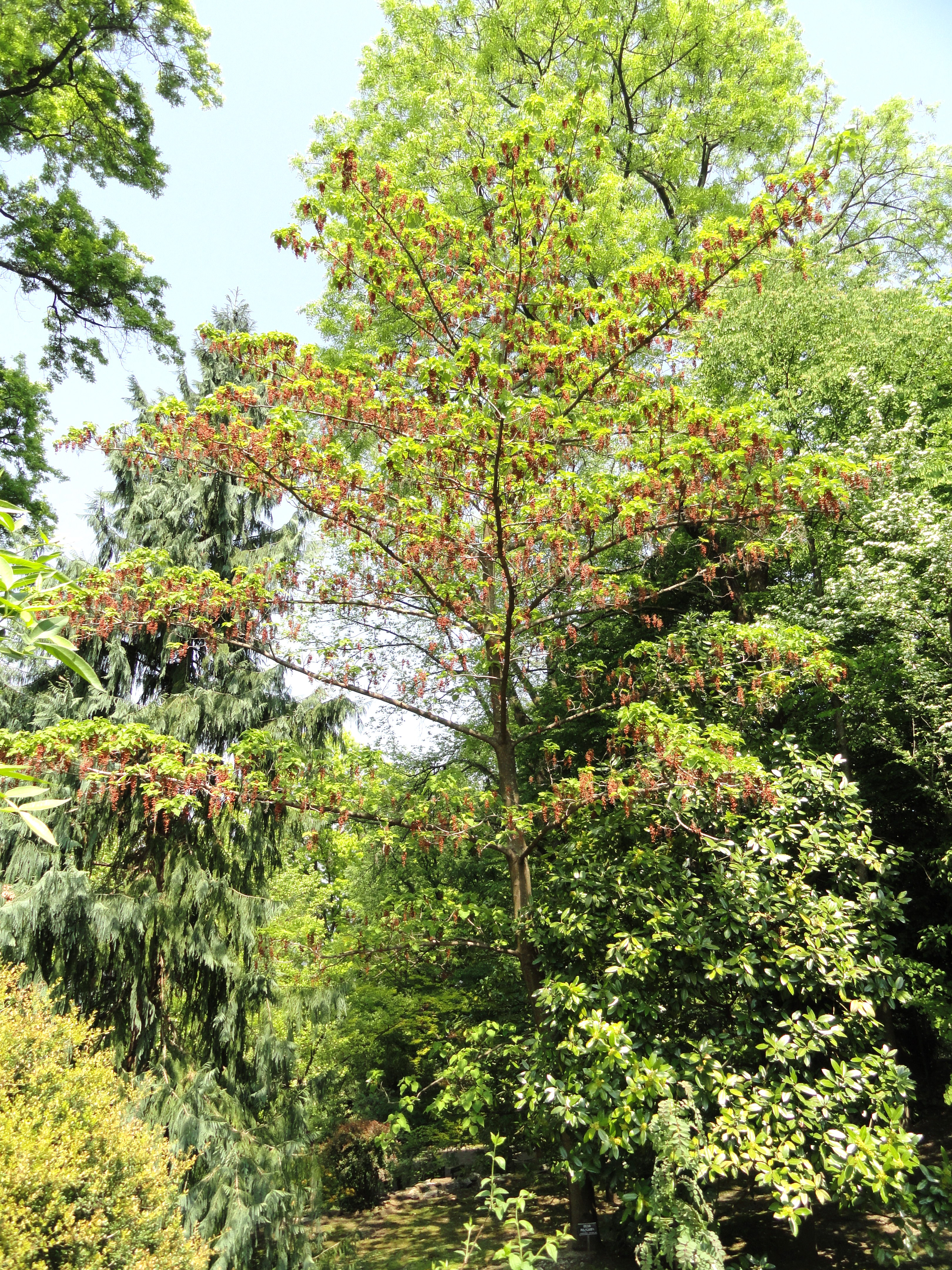
Plodící idézie mnohoplodá

## Popis
Idézie mnohoplodá je dvoudomý opadavý strom, dorůstající výšky 8 až 21 metrů. Borka je šedá, neodlupčivá. Listy jsou jednoduché, střídavé, dlouze řapíkaté, s drobnými opadavými palisty. Na vrcholu řapíku jsou 2 přisedlé žlázky. Čepel listu je 8 až 16 cm dlouhá a 7 až 15 cm široká, tence kožovitá, se srdčitou bází a zašpičatělou špicí, na okraji řídce žláznatě pilovitá. Žilnatina je dlanitá, s 3 až 5 od báze jdoucími žilkami.
Květy jsou vonné, jednopohlavné, žlutozelené, stopkaté, v bohatých, 20 až 30 cm dlouhých, vrcholových nebo úžlabních, převislých latách, někdy připomínajících hrozen. Kalich je složen z 5 (řidčeji 3 až 6) volných nebo jen na bázi srostlých, 5 až 6 mm dlouhých kališních lístků. Koruna chybí. Samčí květy mají průměr 1,2 až 1,6 cm. Obsahují mnoho volných tyčinek s tenkými nitkami, vyrůstajících ze žláznatého disku, a zakrnělý zbytek semeníku. Samičí květy jsou menší a nachází se v nich svrchní semeník obklopený četnými staminodii. Semeník obsahuje jedinou komůrku s mnoha vajíčky a nese 5 (3 až 6) na bázi srostlých čnělek.
Plodem je bobule obsahující mnoho semen. Zralé plody jsou purpurové nebo oranžovočervené, kulovité, 8 až 10 mm dlouhé.

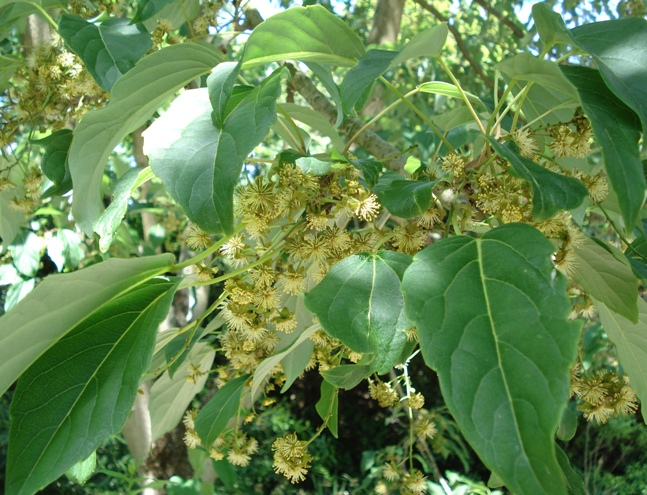
Větve se samčími květy
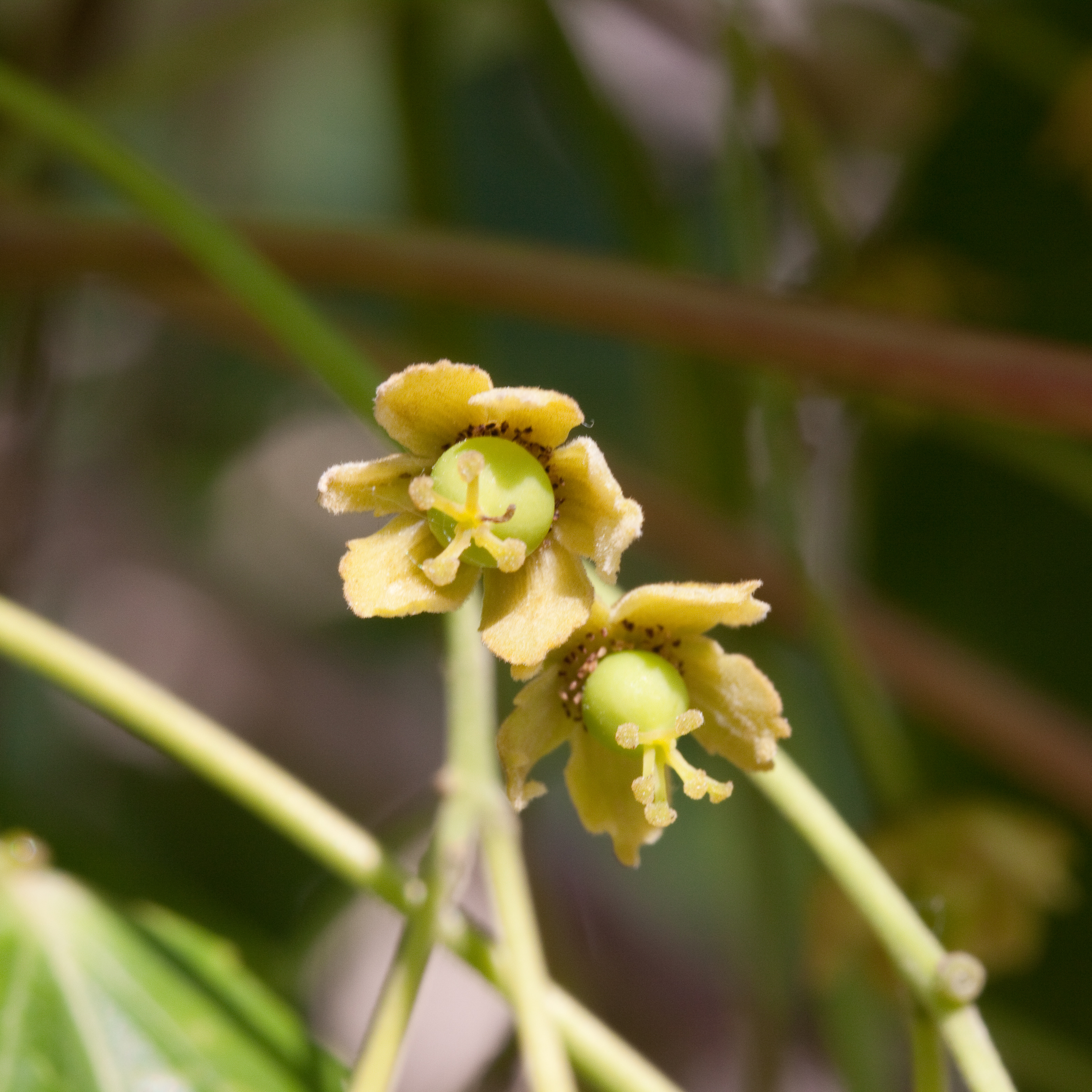
Samičí květy idézie
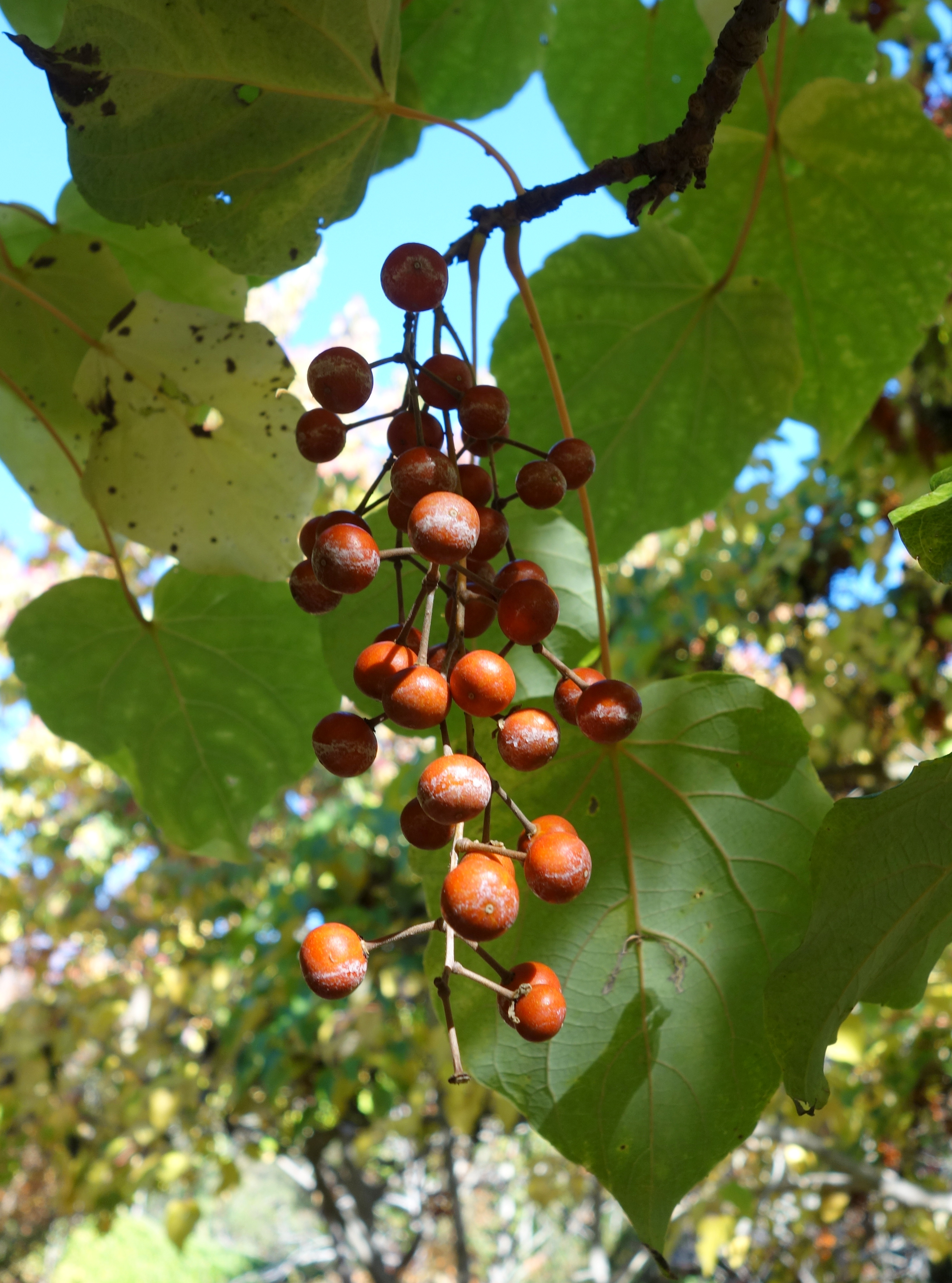
Plodenství idézie

## Rozšíření
Idézie se vyskytuje v Číně, Japonsku a Koreji, také na Tchaj-wanu a japonských ostrovech Rjúkjú. Roste v opadavých listnatých nebo smíšených lesích v nadmořských výškách od 400 do 3000 metrů.

## Taxonomie
Rod Idesia byl v minulosti řazen do dnes již zrušené čeledi Flacourtiaceae.

## Význam
Idézie je zřídka pěstována v teplých oblastech České republiky jako parková dřevina. Má sbírkový význam. Je uváděna např. ze sbírek Dendrologické zahrady v Průhonicích, kde je vysazena v části nazvané Údolíčko. Plody jsou jedlé.

## Pěstování a množení
Idézie je teplomilná dřevina, prospívající v propustných půdách na polostinném stanovišti. V podmínkách České republiky potřebuje i v nejteplejších oblastech zimní kryt. Rozmnožuje se buď jarním výsevem stratifikovaného osiva, hřížením nebo polovyzrálými řízky. Je možné také množení kořenovými řízky.